# Lappi (ö i Finland, Mellersta Finland, Jyväskylä, lat 62,00, long 25,61)
Lappi är en ö i Finland. Den ligger i sjön Päijänne och i kommunen Jyväskylä i den ekonomiska regionen  Jyväskylä ekonomiska region  och landskapet Mellersta Finland, i den södra delen av landet, 210 km norr om huvudstaden Helsingfors. Öns area är 1,7 hektar och dess största längd är 200 meter i nord-sydlig riktning.